# خوسيه رودريغيز بيريز
خوسيه رودريغيز بيريز (بالإسبانية: José Rodríguez Pérez)‏ هو مهندس تشيلي، (ولد في لانكو في تشيلي 1954  م).